# Ástato
O ástato (também conhecido como astatínio) é um elemento químico de símbolo At, de número atómico igual a 85 (85 protões e 85 eletrões) e com massa atómica de aproximadamente [210] u. Pertence ao Grupo 17 da classificação periódica dos elementos e, à temperatura ambiente, encontra-se no estado sólido.
Atualmente há cerca de 31 gramas no planeta Terra, sendo assim o elemento mais raro conhecido.

## Características principais
Este elemento altamente radioativo comporta-se quimicamente como os demais halogênios, especialmente como o iodo, porém o ástato possui um caráter mais metálico. Pesquisadores do Laboratório Nacional de Brookhaven identificaram as reações e as medidas elementares que envolvem o ástato. A maioria das características do ástato são conhecidas através dos seus isótopos sintéticos.
É o elemento mais pesado entre todos os halogênios e apresenta cinco estados de oxidação: +7. +5, +3, +1 e -1. Forma compostos com outros halogênios, tais como AtCl e AtI.

## Aplicações
Somente possui importância no campo teórico e não é conhecida uma aplicação prática para este elemento, provavelmente por ser tão radioativo que vaporiza por si mesmo quando acumulado em uma quantia apreciável.

## História
O ástato (do grego astatos, que significa "instável") foi primeiramente sintetizado em 1940 por Dale R. Corson, Kenneth Ross MacKenzie, e Emilio Gino Segre na Universidade da Califórnia, Berkeley, Estados Unidos, bombardeando bismuto com partículas alfa.

## Ocorrência e obtenção
Só existe na crosta terrestre e na forma de isótopos radioativos. A quantidade total presente na crosta é estimada em menos de 32 gramas, sendo considerado o elemento mais raro do mundo. É encontrado em minerais de urânio e tório, porém em quantidades muito pequenas (traços). Resulta do lento decaimento do urânio e do tório, por este pertencer à série radioativa destes elementos.
Os poucos microgramas de ástato sintéticos foram produzidos pelo bombardeamento do bismuto com partículas alfa de alta energia.

## Isótopos
Os isótopos do ástato (ou astatínio) variam do 191At ao 223At e todos são radioativos. O isótopo com meia-vida mais longa é o 210At, com somente 8,1 horas. O de menor meia-vida é o isótopo 213At, com 125 nanosegundos.

## Precauções
Por este ser altamente radioativo, deve ser manuseado apenas em investigações científicas e em condições especiais. A quantidade de ástato na natureza é tão pequena que não oferece risco à saúde humana. Entretanto, quando injetado em animais e por ser um halogênio, instala-se na glândula tiroide do mesmo modo que o iodo e há indicações de que seja altamente cancerígeno.